# Sandro Altunaszwili
Sandro Altunaszwili (ur. 19 maja 1997 w Kutaisi) – gruziński piłkarz występujący na pozycji pomocnika w austriackim klubie Wolfsberger AC oraz w reprezentacji Gruzji. Wychowanek Saburtala Tbilisi, w trakcie swojej kariery grał także w Dinamie Batumi.

## Odznaczenia
- Order Honoru – 2024[1][2][3][4]